# 桑代克 (緬因州)
桑代克（英語：Thorndike）是一個位於美國緬因州瓦多縣的鎮。

## 人口
根據2020年美國人口普查的數據，桑代克的面積為65.42平方千米，當中陸地面積為65.42平方千米，而水域面積為0.00平方千米。當地共有人口774人，而人口密度為每平方千米12人。